# 200 Dynamene
Dynamene /daɪˈnæmɪniː/ (định danh hành tinh vi hình: 200 Dynamene) là một tiểu hành tinh lớn và rất tối ở vành đai chính. Thành phần cấu tạo của nó dường như bằng chondrite cacbonat.
Ngày 27 tháng 7 năm 1879, nhà thiên văn học người Mỹ gốc Đức Christian H. F. Peters phát hiện tiểu hành tinh Dynamene khi ông thực hiện quan sát tại Đài quan sát Litchfield thuộc Đại học Hamilton ở Clinton, New York, Hoa Kỳ và đặt tên nó theo Dynamene, một trong năm mươi nữ thần Nereid trong thần thoại Hy Lạp.